# Stup Forever
Albums de Stupeflip
Stup Virus
(2017)
Stup Forever est le cinquième album du groupe français Stupeflip, sorti le 16 septembre 2022. Pour la première fois depuis la création du groupe, l'album est entièrement mixé par King-Ju.

## Singles
Stupeflip a publié trois singles tirés de l'album :
1. Dans ton baladeur (DTB), publié le 13 mai 2022[1] ;
2. Vengeance!!!, publié le 17 juin 2022[2] ;
3. Tellement bon, publié le jour de la sortie de l'album, le 16 septembre 2022[3].

## Liste des titres
Voici la liste des titres de l'album Stup Forever :
| 1.    | Stup Forever                             | 0:58 |
| 2.    | Dans ton baladeur (DTB)                  | 2:18 |
| 3.    | Cosmos 1999                              | 0:33 |
| 4.    | Etranges phénomènes                      | 2:38 |
| 5.    | Joël's Addiction                         | 0:11 |
| 6.    | Tellement bon                            | 3:57 |
| 7.    | 7eme Sinode                              | 0:44 |
| 8.    | L'truc xplosiff                          | 3:27 |
| 9.    | Tensions                                 | 0:22 |
| 10.   | Les gens qui s'énervent                  | 3:31 |
| 11.   | Gluô                                     | 2:08 |
| 12.   | Les voûtes                               | 3:26 |
| 13.   | Sharkattack                              | 2:38 |
| 14.   | Pop-Hip le mort-vivant                   | 3:51 |
| 15.   | Tiger crane                              | 1:47 |
| 16.   | The platform (feat. Cadillac et MC Salo) | 3:00 |
| 17.   | Vengeance!!!                             | 3:17 |
| 18.   | Régions fédérées (feat. MC Salo)         | 7:32 |
| 19.   | Stay positiv'                            | 2:35 |
| 48:06 |                                          |      |

## Critique
À l'annonce de la sortie de l'album, RFI fait les éloges du groupe, en appuyant sur leurs textes engagés, l'univers graphique et les différents styles (rap, rock, reggae...) utilisés dans leurs autres albums.
À sa sortie, l'album reçoit de bonnes critiques, notamment de la part du magazine Les Inrockuptibles, qui le qualifie comme un « album débordant de mauvais esprit et de bon son ».